# Nothybus
Nothybus (лат.) — род двукрылых из инфраотряда круглошовных мух. Единственный представитель семейства Nothybidae.

## Описание
Мухи с длинными ногами, длинными ногами и с сильно выдающимся вперёд грудным отделом. Длина тела имаго от 5,5 до 15,0 мм. Окраска тела от оранжевой до коричневой. На голове и тораксе имеются с пигментированные полоски и пятна. Голова с тремя темными бархатными пятнами. Под щитком находится крупный подщиток, который, обычно, длиннее щитка. Длина крыла 5,0—10,4 мм. Костальная жилка на крыле без разрывов.

## Биология
Биологические особенности плохо изучены. Вероятно, для семейства характерно живорождение, самки откладывают не яйца, а уже развившихся личинок. Имаго летают вдоль лесных ручьев и тропинок, в покое держат крылья, слегка приподнятыми над брюшком.

## Систематика
Род был описан итальянским энтомологом Камило Рондани в 1875 году в составе семейства Tanypezidae. В 1882 году Роберт Романович Остен-Сакен перенёс этот род в семейство Micropezidae. В 1927 году финский диптеролог Ричард Фрей создал для этого рода самостоятельное семейство Nothybidae. Вилли Хениг считал, что наиболее близкородственными являются семейства Diopsidae и Megamerinidae. Американские энтомологи Грэхэм Грифитс и Дэвид МакАльпайн отмечали сходство Nothybidae с Curtonotidae и Teratomyzidae. Семейство включают в надсемейство Diopsoidea.
В мировой фауне насчитывается 12 видов:
- Nothybus absens Lonsdale & Marshall, 2016
- Nothybus acrobates Frey, 1958
- Nothybus biguttatus (van der Wulp, 1896)
- Nothybus cataractus Lonsdale & Marshall, 2016
- Nothybus kempi (Brunetti, 1913)
- Nothybus kuznetsovorum Galinskaya & Shatalkin, 2015
- Nothybus lineifer (Enderlein, 1922)
- Nothybus longicollis (Walker, 1856)
- Nothybus magnus Galinskaya & Shatalkin, 2017
- Nothybus procerus Lonsdale & Marshall, 2016
- Nothybus sumatranus (Enderlein, 1922)
- Nothybus triguttatus (Bezzi, 1916)

## Распространение
Представители рода встречаются на юге Китая, в Непале, Индии, Юго-Восточной Азии и Новой Гвинее.